# بخلة
بَخَلَّة أو بَاخَلَّة أو قصر بخلة هو أحد قصور بلدية بودة بدائرة أدرار التابعة لولاية أدرار بالجنوب الغربي الجزائري

## التاريخ
أنشئ قصر أو قصبة بخلة عام 1757 م (1171/1170 هـ).

## السكان
يسكن قصر بخلة أولاد غانم وأولاد يعيش ويتبعون الطريقة الكرزازية.

## النشاط الفلاحي
يعمل أغلب سكان قصر بخلة في الفلاحة التي يغلب عليها غرس النخيل ويستعمل السكان تقنية الفقارة لتوفير المياه للسقي، نجد ببخلة فقارة واحدة هي:
| إسم الفقارة   | عدد الآبار |
| ------------- | ---------- |
| محمد عبد الله | 300        |

## الأعلام
1. الشيخ سيدي عامر: وهو ولي صالح تقام له زيارة سنوية بقصر باخلة.[3]
2. باعلا بن الجزولي: هو شيخ أولاد يعيش وأحد أعلام أواخر القرن التاسع عشر ميلادي ببخلة.[2]